# タイノ語
タイノ語（タイノご、Taíno）は、カリブ海のタイノ族によってかつて話されていたアラワク語族の言語である。スペイン人と接触した当時、カリブ海においてもっともよく話されていた言語だったが、植民地化により消滅した。
タイノ語は新世界でヨーロッパ人が接触した最初の言語だったため、ヨーロッパの言語にタイノ語から多数の語彙が借用されている。

## 歴史
キューバ西部とイスパニョーラ島の孤立した地域を除いて、15世紀末までにタイノ語がほかのより古い言語にとってかわった。スペインによる植民地化によってタイノ文化が衰退するにつれ、タイノ語はスペイン語や英語・フランス語といった他のヨーロッパの言語に置きかえられていった。西洋との接触から100年たたずにタイノ語は消滅したと考えられているが、カリブ海の孤立した地域では19世紀末まで話され続けた可能性もある。

## 方言
Granberry & Vescelius (2004)はタイノ語の2つの方言を区別している。古典タイノ語はイスパニョーラ島とその東で、シボネイ方言は西部で話されていた。
- 古典タイノ語（東部）：古典タイノおよび東部タイノ文化圏で話される。グアドループ以北の小アンティル諸島、プエルトリコ、イスパニョーラ島中央部、タークス・カイコス諸島（1200年ごろに拡大）が含まれる。スペイン人による征服の時代、古典タイノ語は拡大し、キューバ東部および中央部にまで進出したが、イスパニョーラ島のスペイン人から逃げてきた人々によるものであろう。
- シボネイ・タイノ語（西部）：シボネイおよびルカヤ文化圏で話されていた。基本的に資料が残っていないが、植民地時代の文献によれば古典タイノ語に非常によく似た言語で、イスパニョーラ島西部、バハマ諸島、キューバの大部分の他、ジャマイカ、ハイチで話されていた。

コロンブスによると「バハマからキューバ、ボリケンからジャマイカまで、同一の言語のさまざまな方言が話されているが、すべての人によって理解される」。

## 音声
タイノ語は文字に書かれたことはない。タイノ族はペトログリフを使用したが、この分野に関する研究はほとんど存在しない。以下はスペイン人による記録から再構されたものである。
|        | 両唇音 | 歯茎音 | 硬口蓋音 | 軟口蓋音 | 声門音 |
| ------ | ------ | ------ | -------- | -------- | ------ |
| 破裂音 | p b    | t d    |          | k        |        |
| 摩擦音 |        | s      |          |          | h      |
| 鼻音   | m      | n      |          |          |        |
| 接近音 | w      | l      | j        |          |        |

ほかにはじき音の[ɾ]もあったが、/d/の異音であったようだ。
|          | 前舌 | 中舌 | 奥舌 |
| -------- | ---- | ---- | ---- |
| 狭母音   | i    |      | (u)  |
| 中央母音 | e ɛ  |      | o    |
| 広母音   |      | a    |      |

/e/と/ɛ/の違いはスペイン人による書き分けによって示唆される。/e/は「ei/ey」と書かれた（例：ceiba「パンヤ」）。現代の再構では/e/は「ei」（語末では「é」）と書かれる。奥舌狭母音[u]はしばしば/o/と交替し、異音だったかもしれない。各口母音に対応する鼻母音が存在した。
音節末および語末に立ち得る子音は/s/のみだった。

## 文法
タイノ語の文法は充分実証されていない。現存する資料からは、他のアラワク諸語と同様に名詞クラス接尾辞があったようである。所有接頭辞には da-「私の」、wa-「我々の」、li-「彼の」（母音は異なることがある）、to-またはtu-「彼女の」が実証されている。
動詞接辞にはa-, ka-, -a, -ka, -nV（Vは不明ないし可変な母音）がある。他の多くのアラワク諸語と同様に主語に関する動詞活用は名詞の所有接頭辞と似ていた。
否定接頭辞はma-で、属性接頭辞はka-であった。この2つの接頭辞はmakabuka「（それは）重要でない」という文に現れている。bukaの部分はカリナゴ語で過去を表す接尾辞boucaと比較され、したがって「過去を持たない」という意味だと解釈されてきた。しかし、makabukaはカリナゴのaboúcacha「驚かす」と比較することもできる。この動詞はロコノ語bokaüya「驚かす」、パラウハノ語apüüta「驚かす」のようにさまざまなカリブ・アラワク諸語で共有されている。
動詞の活用形の例としてはDaka「私は……だ」、Waiba「我々は行く」、Warike「我々は見る」がある。
目的語接尾辞としてはahiyawoka「我々に話せ」に見られる-wo「我々を」がある。

## 語彙
タイノ語に由来する英語・スペイン語の単語としては、以下のようなものがある:229。
| 英語      | スペイン語                                      | 意味         |
| --------- | ----------------------------------------------- | ------------ |
| caiman    | caimán                                          | カイマン     |
| canoe     | canoa                                           | カヌー       |
| cassava   | casabe （ただしドミニカのスペイン語では魚の名） | キャッサバ   |
| cay       | cayo                                            | キー         |
| guava     | guayaba                                         | グアバ       |
| hammock   | hamaca                                          | ハンモック   |
| hurricane | huracán                                         | ハリケーン   |
| hutia     | jutía                                           | フチア       |
| iguana    | iguana                                          | イグアナ     |
| macana    | macana                                          | マカナ       |
| maize     | maíz                                            | トウモロコシ |
| manatee   | manatí                                          | マナティー   |
| mangrove  | manglar                                         | マングローブ |
| maroon    | cimarrón                                        | マルーン     |
| potato    | patata                                          | ジャガイモ   |
| savanna   | sabana                                          | サバンナ     |
| tobacco   | tabaco                                          | タバコ       |

ほかにタイノ語に由来するスペイン語には、以下のようなものがある。
- agutí 「アグーチ」
- ají 「トウガラシ」
- auyama 「カボチャ」
- batata 「サツマイモ」
- cacique 「カシケ」
- caoba 「マホガニー」
- guanábana 「サワーソップ」
- guaraguao 「アカオノスリ」
- jaiba 「カニ（とくにアオガニ（英語版）を指す）」
- loro 「オウム、インコ」
- maguey 「リュウゼツラン」
- maní 「ラッカセイ」
- múcaro 「プエルトリコオオコノハズク（英語版）」
- nigua 「スナノミ」
- querequequé 「カリブヨタカ（英語版）」
- tiburón 「サメ」
- tuna 「オプンティアの実」[10]

### 地名
タイノ語に由来する地名には以下のものがある。
- ハイチ ha-yi-ti 「山々の地」
- キスケヤ（イスパニョーラ島） kis-ke-ya 「大いなる物」または「生まれ故郷」
- ビミニ bimini 「双子」
- イナグア i-na-wa 「小さな東の島」
- カイコス ka-i-ko 「近い・北・外れ」
- ボリケン（ボリンケンとも、プエルトリコを指す） borīkē < borī「生まれ育った」-kē「土地」
- ジャマイカ Ya-mah-ye-ka 「人の土地の大いなる魂」
- ケイマン cai-man 「ワニ」
- キューバ cu-bao 「大いなる肥沃な土地」